# ليو دير
ليو دير (بالإنجليزية: Leo Dwyer)‏ هو لاعب كرة قدم أسترالية أسترالي، ولد في 9 مايو 1907 في Murchison, Victoria ‏ في أستراليا، وتوفي في 11 نوفمبر 1995.

## وصلات خارجية
- ليو دير على موقع AustralianFootball.com (الإنجليزية)
- ليو دير على موقع AFLtables.com (الإنجليزية)